# Somebody to Love (Queen)
Somebody to Love è un singolo del gruppo musicale britannico Queen, pubblicato il 12 novembre 1976 come primo estratto dal quinto album in studio A Day at the Races.
Composta da Freddie Mercury al pianoforte, Somebody to Love è un pezzo sulla ricerca dell'anima che si interroga sul ruolo di Dio in una vita senza amore. Attraverso le tecniche di sovraincisione della voce, i Queen furono in grado di simulare le sonorità soul di un coro a cento voci impiegando in realtà tre sole voci: quelle di Mercury, Brian May, e Roger Taylor. John Deacon non cantò nei cori della traccia, non essendo sicuro della propria intonazione. L'ammirazione di Mercury nei confronti di Aretha Franklin fu una delle influenze primarie nella genesi della canzone.
Il singolo raggiunse la seconda posizione nella Official Singles Chart britannica e la tredicesima nella Billboard Hot 100 statunitense, raggiungendo nel 2003 il vertice di quella britannica. Questa canzone rese chiaro ai fan che i «Queen potevano swingare forte tanto quanto con il rock, canalizzando lo spirito della musica gospel».

## Descrizione
Come Bohemian Rhapsody, il successo tratto dal precedente album dei Queen, A Night at the Opera, Somebody to Love possiede una melodia complessa e una profonda stratificazione di voci, questa volta basate su un arrangiamento da coro gospel. Tale coro è stato creato da Mercury, May e Taylor mediante la sovraincisione di svariate parti vocali singole.
Musicalmente, è una ballata rock d'amore impostata su un tempo di 6/8 e presenta il caratteristico stile chitarristico del gruppo, con intricate armonie e un notevole assolo da parte di Brian May. Dal lato del testo, invece, il brano risulta in particolar modo connesso con l'influenza gospel e crea una canzone sulla fede, la disperazione e la ricerca dell'anima; Freddie Mercury, autore del testo, si chiede il perché della mancanza d'amore nella sua vita, e del ruolo in tutto questo svolto dall'esistenza di Dio.

## Esecuzioni
I Queen suonarono in concerto Somebody to Love nel periodo 1977-85, e un'esecuzione dal vivo del brano è inclusa nell'album dal vivo Queen Rock Montreal. Nell'inverno 1977 venne usata come sigla in un ciclo di film dedicato al regista Billy Wilder trasmesso in prima serata su RAI2. Quale traccia più celebre e di successo tra quelle incluse in A Day at the Races, la canzone è stata inclusa nel primo Greatest Hits dei Queen, pubblicato nel 1981.
Dopo la morte di Mercury nel 1991, la canzone venne eseguita dal vivo il 20 aprile 1992, durante il Freddie Mercury Tribute Concert, con George Michael alla voce solista (versione presente anche in Greatest Hits III). A seguito dell'evento, nel 1993 il singolo fu ripubblicato e raggiunse la vetta della Official Singles Chart.
Il brano è presente anche nel film del 2018 Bohemian Rhapsody, come motivo che accompagna i titoli di testa.

## Video musicale
Il videoclip venne realizzato combinando insieme immagini dei Queen in studio di registrazione agli Sarm East Studios (dove venne inciso A Day at the Races) con immagini di repertorio di un concerto del gruppo a Hyde Park risalenti al settembre precedente.

## Tracce
1. Somebody to Love – 4:57 (Freddie Mercury)
2. White Man – 4:59 (Brian May)

## Formazione
- Freddie Mercury – voce, pianoforte
- Brian May – chitarra, cori
- John Deacon – basso
- Roger Taylor – batteria, cori

## Classifiche
| Classifica (2003) | Posizione massima |
| ----------------- | ----------------- |
| Belgio            | 2                 |
| Danimarca         | 19                |
| Germania          | 21                |
| Paesi Bassi       | 1                 |
| Regno Unito       | 1                 |

## Cover
- Nel 1977 la cantante Mia Martini eseguì una cover in italiano di questa canzone, da lei tradotta come Un uomo per me e inserita nel suo album Per amarti.
- Nel 2004 fu cantata nel film Ella Enchanted - Il magico mondo di Ella da Anne Hathaway.
- Nel film del 2006 Happy Feet, la canzone è cantata dall'attrice Brittany Murphy.
- La canzone è stata reinterpretata nella prima stagione del telefilm Glee.
- Nel 2017 il pianista ungherese Peter Bence ne ha pubblicato una versione riarrangiata per pianoforte.